# 피지 달러
피지 달러(ISO 4217 부호: FJD)는 1969년부터 피지와 로투마섬에서 사용되는 통화이다. 또한 1867년부터 1873년까지의 통화이기도 하였다. 약어는 $ 나 FJ$를 사용하는데, FJ$ 는 다른 달러를 사용하는 국가와 구별하기 위해 사용하는 약어이다. 1 달러는 100 센트로 나뉜다.

## 역사

### 첫 번째 달러, 1867-1873
피지는 "달러" (dollar)와 "센트" (cent)라고 액면이 되어있는 종이 지폐를 1867년에서 1873년 사이에 발행했다. 피지 달러는 실버 미국 달러 (silver US dollar)와 같은 가치였다. 달러는 피지가 영국의 식민지가 되었을 때 영국 파운드로 대체되었다.

### 두 번째 달러, 1969-현재
1969년, 피지 달러는 피지 파운드를 1 파운드 = 2 달러, 또는 10 실링 = FJ$1의 비율로 대체하기 위해 재도입되었다. 1987년부터 피지는 공화국이 되었는데도 불구하고, 동전과 지폐는 엘리자베스 2세의 얼굴이 2013년에 그녀의 초상화가 식물과 동물 그림으로 대체되었을때까지 계속 새겨져 있었다.

## 동전
1969년, 동전은 액면 1, 2, 5, 10, 20 센트가 도입되었고 이어서 50센트 동전이 1975년에 발행되었다. 피지의 동전은 1969년 12각형 모양의 50센트 동전을 도입한 것을 포함, 오스트레일리아 달러의 동전과 크기와 성분이 일치한다. 1990년, 새로운 성분으로 만들어진 동전이 도입되었는데, 1 과 2센트 동전은 구리 도금 강철로 사용되었고, 니켈 도금 강철은 5, 10, 20, 50센트 동전에 사용되었다. 황동으로 만들어진 1 달러 동전은 1995년에 도입되었다. 1,2센트 동전은 현재 회수되고 있으며 5센트 단위까지만 주로 사용하고 있다. 또한 2달러 지폐가 사라지고 금색 동전이 도입되어 사용되고있다

## 지폐

### 첫 번째 달러
1867년, 피지의 정부 재무부는 1 달러 지폐를 발행했다. 이 정부 재무부는 계속 1, 5, 10, 25, 50 달러 지폐를 1871년에서 1874년 사이에 발행했다. 또한 1871년에서 1873년 사이, 카코바우왕이 액면 12½, 25, 50, 100 센트와 5 달러 지폐도 발행했다. 피지에 있는 레부카 (오발라우 섬에 있다.) 라는 곳은 1, 5 달러 지폐를 1870년대 동안 발행했다.

### 두 번째 달러
1969년, 피지 정부는 50센트, 1, 2, 5, 10, 20 달러 지폐를 도입했다. 비록 1974년에 중앙 금융 관리국 (Central Monetary Authority) 이 지폐 발행권을 가지고, 같은 종류의 지폐를 발행했지만, 50센트 지폐는 1980년에 회수되었다. 1987년, 피지 준비은행 (Reserve Bank of Fiji) 이 지폐 발행을 시작했다. 1 달러 지폐는 동전으로 1995년에 대체되었고, 같은 해 50 달러 지폐가 도입되었다. 100 달러 지폐는 2007년에 도입되었다. 현재 유통되고 있는 지폐는 다음과 같다. $5, $10, $20, $50 그리고 $100.

## 현재 상태와 가치
2005년 8월 16일, 재무 장관인 Ratu Jone Kubuabola는 내각에서 100 달러 지폐를 도입하는 것과 2센트 동전 주조하는 값이 액면값을 초과했기 때문에 2센트 동전을 회수하는 것을 승인했다고 발표했다.
Kubuabola는 100 달러 지폐 크기는 156 x 67 mm가 되고, 최저 액면 지폐까지 5 mm씩 작아진다고 언급했다.
그는 덧붙여서 공화국으로서 18년 지난 후에 여왕의 초상을 현재 통화로부터 없애자는 몇몇 정치가가 제시한 제안에 대한 명확한 대답으로, 엘리자베스 2세 여왕의 초상화는 모든 지폐에 남아있을 것이라고 말했다. 피지는 그렇지만 영국 연방의 멤버이고, 여왕 엘리자베스 2세는 피지의 장관 대회의의 최고 수장으로서 인식된다.
피지 준비은행 (Reserve Bank of Fiji)의 총재인 Savenaca Narube는 2006년 2월 11일, 폴리머 플라스틱을 겉에 입혀진 지폐가 도입될 것이라고 말했고 지폐에는 현지의 사람들의 모습, 문화, 무역과 산업에 대하여 그려져 있다고 발표했다. 새 지폐는 2007년 초기에 배포의 준비를 할 수 있고, 크기가 가지각색일 것이라고 Narube가 말했다.
1 미국 달러당 피지 달러의 환율은 USD 1 = FJD 1.6에서 USD 1 = FJD 1.7로 향하고 있다.

## 같이 보기
- 피지의 경제